# Stoßarmee
Die Stoßarmee (russisch Ударная армия Udarnaja armija) war in den Landstreitkräften der Roten Armee zur Zeit des „Großen Vaterländischen Krieges“ von 1941 bis 1945 eine besondere Organisationsform einer Armee. Stoßarmeen wurden bei strategischen Angriffsoperationen in der Hauptrichtung der Offensive eingesetzt, um einen Durchbruch zu erzwingen und anschließend das Konzept der „tiefen Operation“ verwirklichen zu können. Von November 1941 bis Dezember 1942 wurden insgesamt fünf Stoßarmeen aufgestellt, die alle bis zum Kriegsende bestanden.

## Geschichte

### Theoretische Grundlagen
Gemäß der maßgeblich von Wladimir Triandafillow Ende der 1920er und Anfang der 1930er Jahre entwickelten Theorie der „tiefen Operation“ sollten Stoßarmeen von den Oberbefehlshabern der Fronten eingesetzt werden, um auf schmaler Frontbreite ein Maximum an Feuerkraft auf den Gegner zu konzentrieren und so einen Frontdurchbruch herbeizuführen. Zu diesem Zweck sollten solche Armeen großzügig mit allen Komponenten des Gefechts der verbundenen Waffen ausgestattet werden. Triandafillow sah in seinem Hauptwerk Charakter der Operationen moderner Armeen als Stärke einer Stoßarmee zwölf bis 18 Schützendivisionen, unterstützt von 16 bis 20 Artillerieregimentern und acht bis zwölf Panzerbataillonen vor. Ihre Operationen sollten von vier bis fünf Jagdstaffeln und zwei bis drei Bombenfliegerbrigaden unterstützt werden. In einem späteren Memorandum empfahl Triandafillow sogar eine noch größere Konzentration von Feuerkraft durch Artillerie und Panzer, abhängig vom Gelände, und eine fast doppelt so starke Unterstützung durch 500 bis 600 Flugzeuge. Im Falle einer größeren (Front-)Offensive sollten mehrere Stoßarmeen gleichzeitig in der strategischen Hauptrichtung angesetzt werden. Triandafillows Theorien wurden vom Chef des Generalstabs ab 1931, Alexander Jegorow, aufgenommen und zur offiziellen Militärdoktrin erhoben. Die zunehmende Ausstattung der Roten Armee mit Panzern und Flugzeugen erlaubte die Aufstellung neuer Mechanisierter Korps und Fliegerkorps, die in das Konzept eingebaut wurden. Die Militärtheoretiker Georgi Isserson und Nikolai Warfolomejew entwickelten die Idee der Stoßarmee in den 1930er Jahren weiter.

### Aufstellung und Einsatz
Unter den Bedingungen der riesigen Verluste an Kriegsmaterial der Roten Armee in den ersten Monaten des Deutsch-Sowjetischen Krieges war ein Einsatz von Stoßarmeen, wie ihn die Theorien der 1930er Jahre vorsahen, zunächst nicht möglich. Stoßarmeen wurden zwar aufgestellt, aber nicht mit der vorgesehenen Ausstattung und in geringer Zahl. Was die Stoßarmeen von den üblichen Armeen unterschied, war ihr Einsatz an den Schlüsselstellen von Offensivoperationen. Ihre Soldaten erhielten, wie die der späteren Gardearmeen, einen höheren Sold als die anderer Armeen sowie Vergünstigungen wie das Recht, im Falle ihrer Verwundung nach der Genesung zu ihren Einheiten zurückkehren zu dürfen.
Die 1. von später fünf Stoßarmeen wurde Ende November 1941, während der Schlacht um Moskau, aus den Truppen der aufgelösten 19. Armee (2. Formation) aufgestellt und befand sich zunächst in der Stawka-Reserve, ab 29. November im Bestand der Westfront. Sie wurde erstmals in der Offensive auf das zuvor von den Deutschen eroberte Klin eingesetzt.
Im weiteren Verlauf der sowjetischen Winter-Gegenoffensive 1941/42 wurden Ende Dezember die 2., 3. und 4. Stoßarmee aufgestellt. Die 2. Stoßarmee kämpfte an der Wolchow-Front zuerst in der Ljubaner Operation Anfang 1942. Die 3. und 4. Stoßarmee wurden an der Nordwestfront, später der Kalininer Front eingesetzt und führten im Winter 1941/42 die Toropez-Cholmer Operation durch, die zur Schlacht um Cholm führte.
Die Stoßarmeen erzielten in dieser Zeit zwar durchaus Erfolge, die aber aufgrund logistischer Schwierigkeiten und deutscher Gegenangriffe auf die Durchbruchsstellen wie in der Schlacht am Wolchow nicht in entscheidende Siege umgemünzt werden konnten. Sie wurden überwiegend im waldigen und sumpfigen Nordwesten der deutsch-sowjetischen Front eingesetzt, während in den Ebenen des Südens der Sowjetunion Panzerarmeen ihre Rolle ausfüllten. Einzige Ausnahme war die 5. Stoßarmee, die im Dezember 1942 während der Schlacht von Stalingrad aufgestellt wurde.
| Armee        | Jahr      | Schlachten                                                                                                | Schicksal                                                                                     |
| ------------ | --------- | --- | --------------------------------------------------------------------------------------------- |
| 1. Stoßarmee | 1941–1942 | Schlacht um Moskau                                                                                        | Im Juli 1945 aufgelöst, Hauptquartier zum Turkestanischen Militärbezirk umgeformt.            |
| 1. Stoßarmee | 1942–1943 | Kesselschlacht von Demjansk                                                                               | Im Juli 1945 aufgelöst, Hauptquartier zum Turkestanischen Militärbezirk umgeformt.            |
| 1. Stoßarmee | 1944      | Leningrad-Nowgoroder Operation Pskow-Ostrower Operation Tartuer und Rigaer Operation                      | Im Juli 1945 aufgelöst, Hauptquartier zum Turkestanischen Militärbezirk umgeformt.            |
| 1. Stoßarmee | 1945      | Kurland-Kessel                                                                                            | Im Juli 1945 aufgelöst, Hauptquartier zum Turkestanischen Militärbezirk umgeformt.            |
| 2. Stoßarmee | 1942      | Ljubaner Operation (Schlacht am Wolchow) Erste Ladoga-Schlacht                                            | Bis Januar 1946 in Mecklenburg stationiert, danach umgeformt zum Archangelsker Militärbezirk. |
| 2. Stoßarmee | 1943      | Zweite Ladoga-Schlacht                                                                                    | Bis Januar 1946 in Mecklenburg stationiert, danach umgeformt zum Archangelsker Militärbezirk. |
| 2. Stoßarmee | 1944      | Leningrad-Nowgoroder Operation Schlacht um den Brückenkopf von Narva Baltische Operation                  | Bis Januar 1946 in Mecklenburg stationiert, danach umgeformt zum Archangelsker Militärbezirk. |
| 2. Stoßarmee | 1945      | Ostpreußische Operation Schlacht um Ostpommern                                                            | Bis Januar 1946 in Mecklenburg stationiert, danach umgeformt zum Archangelsker Militärbezirk. |
| 3. Stoßarmee | 1942      | Toropez-Cholmer Operation Kesselschlacht von Demjansk                                                     | Bis Januar 1992 als Teil der GSSD in Ostdeutschland stationiert (1954 in 3. Armee umbenannt). |
| 3. Stoßarmee | 1942–1943 | Schlacht von Welikije Luki                                                                                | Bis Januar 1992 als Teil der GSSD in Ostdeutschland stationiert (1954 in 3. Armee umbenannt). |
| 3. Stoßarmee | 1943      | Newel-Offensive                                                                                           | Bis Januar 1992 als Teil der GSSD in Ostdeutschland stationiert (1954 in 3. Armee umbenannt). |
| 3. Stoßarmee | 1944      | Staraja-Russa/Noworschewer Operation Rigaer Operation Kurland-Kessel                                      | Bis Januar 1992 als Teil der GSSD in Ostdeutschland stationiert (1954 in 3. Armee umbenannt). |
| 3. Stoßarmee | 1945      | Weichsel-Oder-Operation Schlacht um Ostpommern Schlacht um Berlin                                         | Bis Januar 1992 als Teil der GSSD in Ostdeutschland stationiert (1954 in 3. Armee umbenannt). |
| 4. Stoßarmee | 1942      | Toropez-Cholmer Operation                                                                                 | Am 9. Mai 1945 aufgelöst.                                                                     |
| 4. Stoßarmee | 1944      | Witebsker Operation Operation Bagration (Polozker Operation) Reschiza-Dwinsker Operation Rigaer Operation | Am 9. Mai 1945 aufgelöst.                                                                     |
| 4. Stoßarmee | 1944–1945 | Kurland-Kessel                                                                                            | Am 9. Mai 1945 aufgelöst.                                                                     |
| 5. Stoßarmee | 1942–1943 | Schlacht von Stalingrad                                                                                   | Bis Dezember 1946 in Ostdeutschland stationiert, dann aufgelöst.                              |
| 5. Stoßarmee | 1943      | Donez-Mius-Offensive Donezbecken-Operation                                                                | Bis Dezember 1946 in Ostdeutschland stationiert, dann aufgelöst.                              |
| 5. Stoßarmee | 1944      | Nikopol-Kriwoi Roger Operation Odessaer Operation Operation Jassy-Kischinew                               | Bis Dezember 1946 in Ostdeutschland stationiert, dann aufgelöst.                              |
| 5. Stoßarmee | 1945      | Weichsel-Oder-Operation Schlacht um Berlin                                                                | Bis Dezember 1946 in Ostdeutschland stationiert, dann aufgelöst.                              |